# جوانمردی یک شوالیه شکست‌خورده
دلاوری شوالیهٔ شکست‌خورده (به ژاپنی: 落第騎士の英雄譚キャバルリィ Rakudai Kishi no EiyūtanKyabarurii?, lit. The Heroic Tales of the Failure Knight) یک مجموعه لایت نوول ژاپنی به قلم ریکو میسورا است که اولین نسخه آن در تاریخ ۱۵ ژوئیه ۲۰۱۳ منتشر شد. یک مجموعه تلویزیونی انیمه دوازده قسمتی نیز بر اساس این لایت نوول از اکتبر تا دسامبر ۲۰۱۵ پخش شد.

## داستان
داستان دربارهٔ شوالیه‌های جادویی مدرنی است که از سلاح‌های جادویی که از روحشان منشأ می‌گیرد، استفاده می‌کنند. ایکی کوروگانه به مدرسه این شوالیه‌های جادویی می‌رود، اما او کسی است که به دلیل نداشتن مهارت‌های جادویی قدرتمند، اکثر اوقات شکست می‌خورد و به او لقب «شوالیه شکست خورده» یا «بدترین» رو داده‌اند. در یکی از روزها، استلا که یه شاهزاده خارجی و نفر اول آن مدرسه به‌شمار می‌رود، همراه با ایکی کوروگانه دوئل می‌کند. هر کس که در این دوئل شکست بخورد تا آخر عمرش باید مطیع فرد برنده باشد.